# Delahaye Type 39
Der Delahaye Type 39 ist ein frühes Pkw-Modell. Hersteller war Automobiles Delahaye in Frankreich.

## Beschreibung
Die Fahrzeuge wurden zwischen 1907 und 1914 hergestellt. Vorgänger waren Delahaye Type 21 und Delahaye Type 26. Es war damals nach dem Delahaye Type 27 das zweitgrößte Modell im Sortiment von Delahaye und wurde 1907 auf dem Pariser Autosalon präsentiert.
Der Vierzylinder-Ottomotor war in Frankreich mit 20–30 CV eingestuft. Er hat 110 mm Bohrung, 150 mm Hub und 5702 cm³ Hubraum. Er leistet 45 PS. Er ist vorn im Fahrgestell eingebaut und treibt die Hinterachse an.
Der Radstand beträgt wahlweise 3235 mm oder 3385 mm. Bekannt sind die Karosseriebauformen Doppelphaeton, Triple-Phaeton und Limousine. 45 bis 70 km/h Höchstgeschwindigkeit sind möglich.
Die Variante Type 39 AP ist ein Feuerwehrfahrzeug. Ein erhaltenes Feuerwehrfahrzeug von 1909 wurde mit einem Schätzpreis von 25.000 bis 35.000 Euro auf einer Auktion angeboten.